# 楊名山
楊名山，字俊峰，民國初年武術家，為尹福弟子，以輕功聞名，精通八卦掌。以開設磁器廠為業，人稱「磁器楊」。
其子楊青久，同樣精通武術，為其主要傳人。